# الجزایر عثمانی

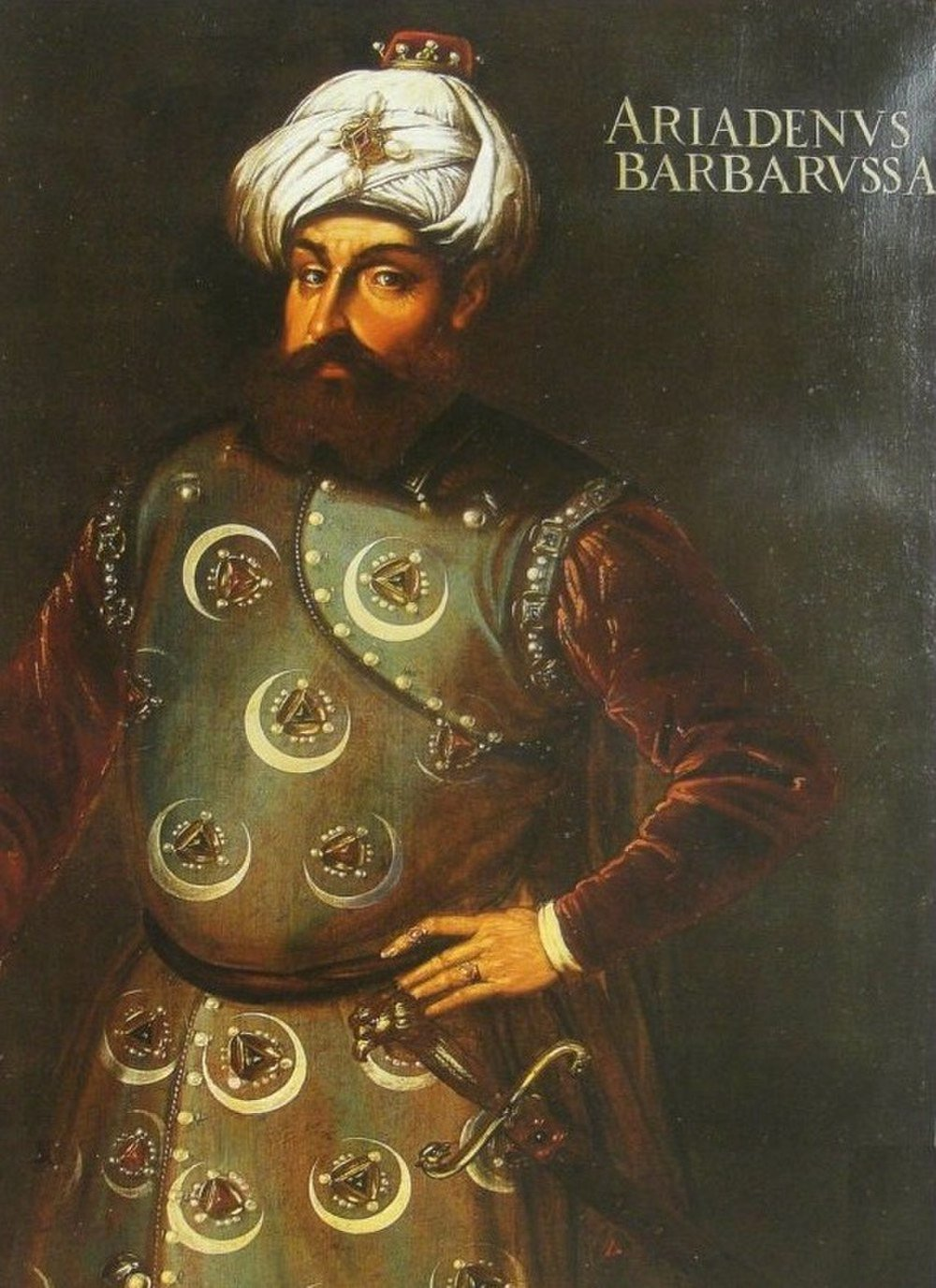
بارباروس خیرالدین پاشا، بنیانگذار ایالت الجزایر

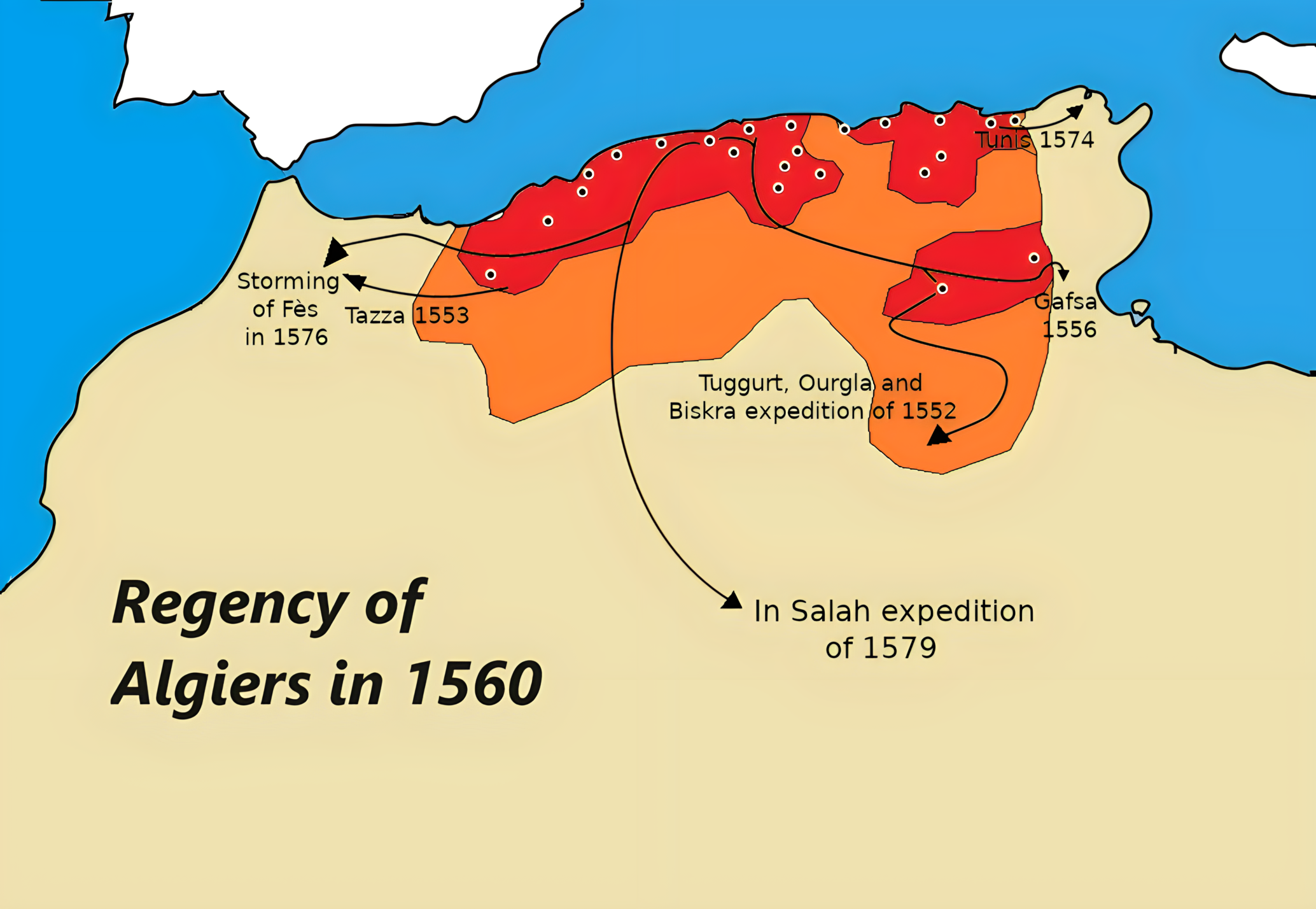
ایالت الجزایر سال ۱۵۶۰

الجزایر عثمانی (Ottoman Algeria) یک دولت دست نشانده امپراتوری عثمانی در شمال آفریقا بود که از ۱۵۱۶ تا ۱۸۳۰ و تا پیش از اشغال توسط فرانسه ادامه داشت. این منطقه بین سلطنت تونس در شرق و سلطنت مراکش در غرب (و دارایی‌های اسپانیا و پرتغال در آفریقای شمالی) واقع شده بود. در ابتدا مرزهای خود را از قاله در شرق تا ترارا در غرب و از الجزیره تا بسکره گسترش داد، و سپس به مرزهای شرقی و غربی فعلی الجزایر محدود شد. این کشور توسط فرمانداران منصوب شده توسط سلطان عثمانی (۱۵۱۸–۱۶۵۹)، حاکمان منصوب شده توسط فرماندهان نظامی اوجاک الجزایر (۱۶۵۹–۱۷۱۰) و سپس سلاطین منتخب دیوان الجزایر اداره می‌شد.

## تاریخ
در اوایل قرن شانزدهم میلادی، بسیاری از مسلمانان و یهودیان اخراج شده از اسپانیا در الجزایر پناهنده شدند. برخی از ساکنان الجزیره حملات دزدی دریایی به تجارت دریایی اسپانیا را آغاز کردند و در پاسخ اسپانیا در سال ۱۵۱۴ جزیره دریایی پونون در خلیج الجزیره را اشغال کرد. امیر الجزایر برای بیرون راندن اسپانیایی‌ها از پونون به دو فرمانده ترک عثمانی متوسل شد و یکی از آنان به نام بارباروس خیرالدین پاشا الجزیره را تصرف کرد و اسپانیایی‌ها را در سال ۱۵۲۹ بیرون راند. الجزایر تحت اختیار امپراتوری عثمانی قرار گرفت، اگرچه در عمل تا حد زیادی مستقل باقی ماند.